# Schleier (Adelsgeschlecht)

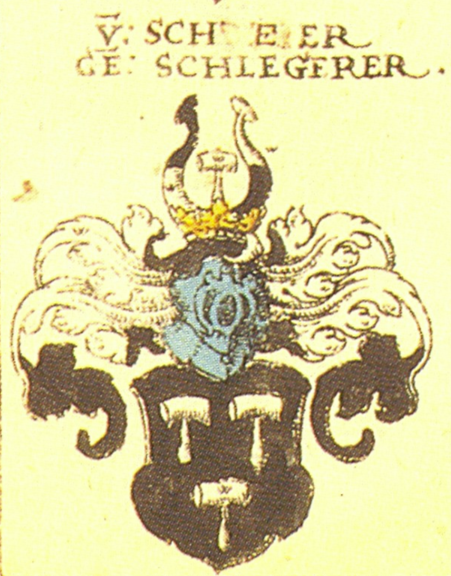
Wappen derer von Schleyer genannt Schlegerer in Siebmachers Wappenbuch

Die Schleier (auch: Schleyer, Schleyer genannt Schlegerer, Schleger o. ä.; nach ihrem Stammsitz auch Schleier zu Schiffelbach) waren ein in Nordhessen ansässiges niederadeliges Geschlecht. Es ist erstmals im 13. Jahrhundert urkundlich erwähnt und erlosch in der männlichen Linie im Jahre 1635.

## Geschichte
Die vermutlich erste urkundliche Erwähnung Angehöriger des Geschlechts stammt vom 16. August 1261, als die Brüder Ludwig und Helwig gen. Schleier (Slegeregen) sich mit dem Kloster Haina wegen Gütern zu Eckensdorf bei Gemünden (Wohra) einigten. Die Schleier waren in dem im Jahre 1263 erstmals urkundlich erwähnten Dorf Schiffelbach (Scufelbach), das bis zu ihrem Aussterben im Jahre 1635 ganz oder mehrheitlich ihr Lehnsbesitz war und wo sie eine ursprünglich wohl bescheidene Burganlage bewohnten, und wurden daher auch oft als Schleier zu Schiffelbach bezeichnet. Sie waren dort Lehnsmannen und Ministeriale der Erzbischöfe von Mainz und der Grafen von Ziegenhain und nach dem Aussterben der Ziegenhainer im Jahre 1450 dasselbe der Landgrafen von Hessen. Ihre Geschichte ist bisher nur in Bruchstücken bekannt.
Ein Konrad Schleier (Slegereyne) ist 1377 als Johanniterbruder in Wiesenfeld bekundet, als er ein Gut in Bentreff für sich und die Johanniterkommende Wiesenfeld käuflich erwarb. Ein Dietrich Schleier, dessen verstorbener Bruder Konrad und Dietrichs Sohn Heinrich sind im Juli 1389 bekundet, als Dietrich sich mit der Johanniter-Kommende Nieder-Weisel hinsichtlich einer Schuldforderung verglich.
1449/89 war eine Hälfte von Schiffelbach (das Oberdorf, wo sich ihr Wohnsitz befand) kurmainzisches Lehen der Schleier, die andere Hälfte (das Unterdorf) war im Besitz derer von Löwenstein. Gottfried Schleier wird 1452 als Amtmann des landgräflich-hessischen Amts Gemünden genannt. Hartmann Schleier ist 1485 als Rat und Hofmeister für den noch unmündigen Landgrafen Wilhelm II. von Hessen beurkundet, im Jahre 1504 als Amtmann zu Gemünden. Hartmanns Sohn Johann(es) ließ in der ersten Hälfte des 16. Jahrhunderts neben der alten Burganlage am südöstlichen Ortsrand (Flurname: hinterm Hof) eine durch vom nördlich vorbeifließenden Schiffelbach gespeiste Wassergräben gesicherte Wasserburg erbauen, die sein Sohn Hartmann mit dem Bau eines neuen Burghauses (Wappenstein um 1530) vollendete. Dieser Hartmann Schleier war mindestens von 1533 bis 1540 landgräflicher Amtmann und Pfandherr in Gemünden. Er war es, der im Mai 1536 eine große Gruppe von Täufern bei einer nächtlichen Versammlung in einer verlassenen Kirche bei Gemünden verhaftete, deren führende Personen dann im Oktober/November 1538 von Martin Bucer im Auftrag des Landgrafen Philipp I. verhört wurden.
1552 erlangte Hartmann Schleier von Abt Crato I. die hersfeldische Belehnung der Hälfte von Ottrau, die zuvor sein 1551 verstorbener Schwiegervater Helwig von Rückershausen innegehabt hatte. Im Jahre 1555 verkauften die Löwenstein ein Viertel ihres halben Dorfes Schiffelbach an Hartmann Schleier. 1577 teilten sich Johann Daniel Schleier und die Löwenstein je zur Hälfte die niedere Gerichtsbarkeit im Ort, wobei Schleier allerdings die löwensteinische Hälfte in Pfandbesitz hatte. Die Blutgerichtsbarkeit lag beim Landesherrn, dem Landgrafen Wilhelm IV. von Hessen-Kassel.
Johann Daniel Schleier zu Schiffelbach starb 1579. Im Jahr darauf teilten sich seine vier Söhne das Erbe und ließen sich in Schiffelbach, Gemünden, Ottrau (siehe Alte Burg Ottrau) und Schrecksbach (siehe Schleierscher Burgsitz (Schrecksbach)) nieder. Damit begann der Niedergang der Familie. Zwar kauften sie noch 1580 die löwensteinische Hälfte des Gerichts Schiffelbach und bauten eine kleine Kirche im Dorf, aber im Jahre 1619 verkauften sie ihren von den Löwenstein gekauften Teil von Schiffelbach an Philipp von Scholley d. Ä., Obervorsteher der Adeligen Stifte in Hessen, mit dem Recht des Rückkaufs, und 1622 erwarb Scholley durch Verpfändung auch die Nutzungsrechte der mainzischen Hälfte des Dorfs. Bereits 1606 hatte Christian Schleier seine Gerichthälfte in Ottrau und 1608 auch sein dortiges Gut an Landgraf Moritz von Hessen-Kassel verkauft. Der 1569 genannte Schleiersche Burgsitz in Schrecksbach kam durch Erbe um die gleiche Zeit an die von Baumbach.
Mit Johann Daniel Schleier zu Schiffelbach erlosch das Geschlecht im Mannesstamm im Jahre 1635. Kurmainz zog das erledigte Mannlehen auf die Hälfte von Dorf und Gericht Schiffelbach ein und verlieh es dem mainzischen Keller David Leutenrodt in Neustadt. Die ehemalige Hälfte derer von Löwenstein war zu diesem Zeitpunkt bereits freier Besitz des Heinrich Gramehl, Ehemann der Anna Margaretha Schleier und somit Erbe der verschuldeten Schleierschen Güter, der sie von Scholley erworben hatte.

## Wappen
Blasonierung: In Schwarz drei (2:1) silberne Schlegel. Auf dem gekrönten Helm mit schwarz-silbernen Decken zwischen zwei von Schwarz und Silber übereck geteilten Büffelhörnern ein silberner Schlegel.
Es handelt sich um ein Redendes Wappen.